# Розолини
Розолѝни (на италиански: Rosolini, на сицилиански Rusalini, Рузалини) е град и община в южна Италия, провинция Сиракуза, автономен регион Сицилия. Разположен е на 154 m надморска височина. Населението на града е 21 674 души (към 2009 г.).